# Луций Мунаций Планк
Вижте пояснителната страница за други личности с името Луций Мунаций Планк.
Луций Мунаций Планк (на латински: Lucius Munatius Plancus; ок. 87 пр.н.е.– ок. 15 пр.н.е.) е древноримски политик, сенатор, консул през 42 пр.н.е., както и цензор през 22 пр.н.е., заедно с Емилий Лепид. Заедно с Талейран, 18 века по-късно, той е един от класическите примери в историята за мъже, които умеят да оцеляват при много опасни обстоятелства чрез постоянна смяна на съюзниците си.

## Политическа кариера
За неговата ранна кариера се знае много малко. Бил е офицер при Юлий Цезар по време на завладяването на Галия и на гражданските войни срещу Помпей Велики. Когато Цезар е убит на 15 март 44 пр.н.е., Планк е проконсул в провинция Космата Галия (Gallia Comata). На следващата година той се обръща на страната на Марк Антоний, и през 42 пр.н.е. става консул, заедно с Марк Емилий Лепид. Две години по-късно, през 40 пр.н.е. става проконсул на провинция Азия. По време на похода на Марк Антоний към Армения и Партия, за да отмъсти за смъртта на Крас, той е проконсул в провинция Сирия (35 – 33 пр.н.е.). Когато кампанията на Антоний срещу партите пропада, той изоставя Антоний и се присъединява към Октавиан Август.
През 22 пр.н.е., Август назначава него и Емилий Лепид да заемат поста на цензор. Тяхното цензорство не е известно с някакви забележителни дела, а заради това, че е последния път, когато тази магистратура е била уреждана. Според „Римска история“ на Велей Патеркул, това е срам за двама от сенаторите: „... цензорството на Планк и Лепид, което беше изпълнено с раздори и не донесе нито уважение към тях, нито полза на държавата, тъй като на първия му липсваше цензорска енергия, а на втория живот, достоен за цензор; Павел трудно можеше да изпълява задълженията на цензор, а Планк беше длъжен да се бои от цензурата: сред обвиненията, вдигани от тях срещу млади хора (или слушани от обвинителите) нямаше такова, което да нямаше отношение към него, дъртака.“
В описанието на Светоний за „Животът на Нерон“, четем че дядото на император Нерон Луций Домиций Ахенобарб, „беше надменен, екстравагантен и жесток, и когато беше само едил, принуди цензора Луций Планк да му направи път на улицата“: тази история е само намек за лошата репутация на Планк след негово цензорство.

## Гробница
Планк е един от малцината важни исторически фигури, чиято гробница е оцеляла и е идентифицирана, въпреки че тялото му е изчезнало. Мавозолеят на Планк, масивна цилиндрична гробница, днес доста възстановена е в Гета, на хълм, откъдето се открива морето.